# Jennifer Hamson
Jennifer Hamson, née le 23 janvier 1992 à Lindon dans l'Utah, est une joueuse américaine de basket-ball.
Pour 2017-2018, elle joue en Australie avec Sydney Uni Flames.